# James Scott-Douglas, 6. Baronet

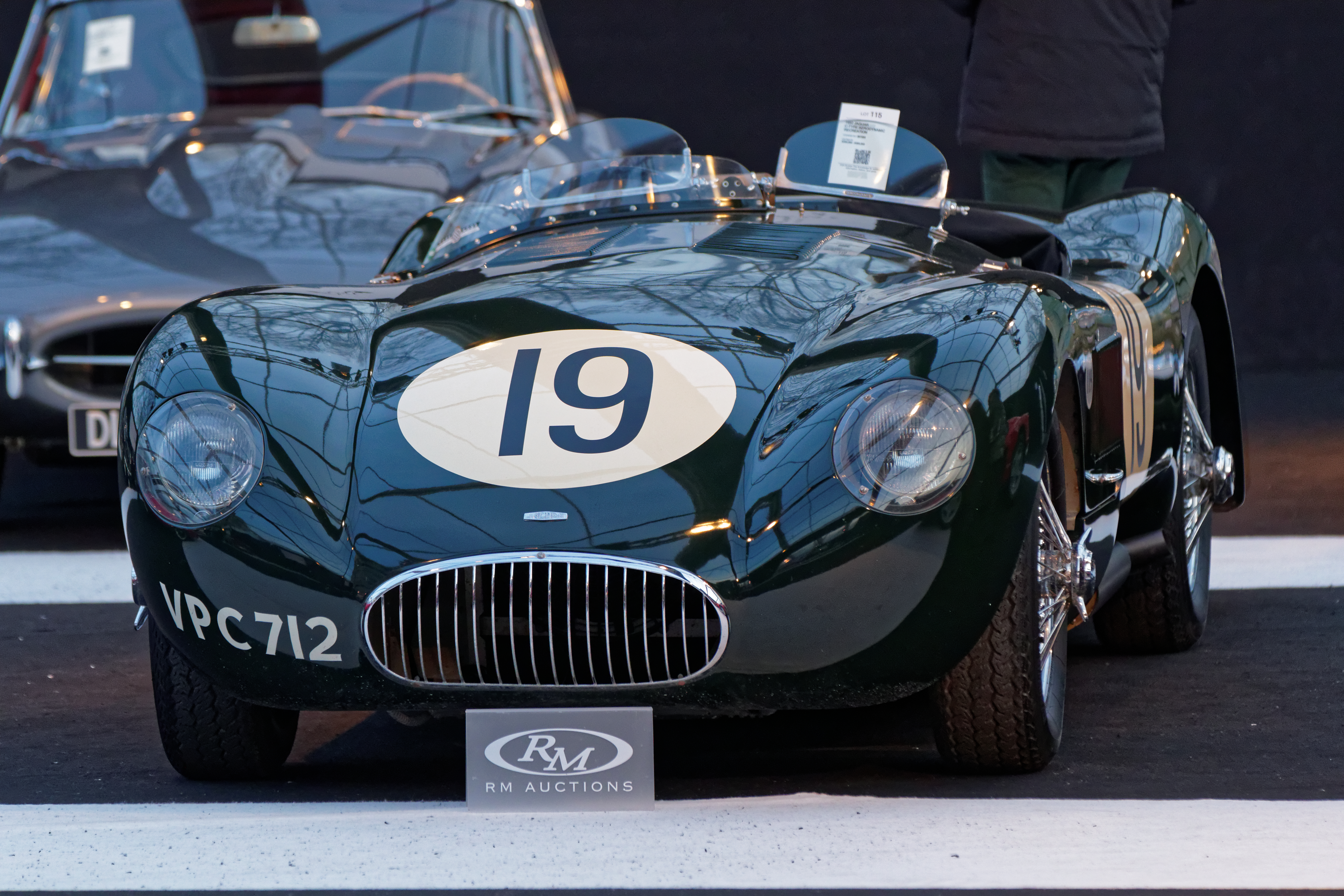
Der Jaguar C-Type mit der Originalstartnummer 19. Mit diesem Wagen wurden James Scott Douglas und Guy Gale Gesamtzweite beim 24-Stunden-Rennen von Spa-Francorchamps 1953

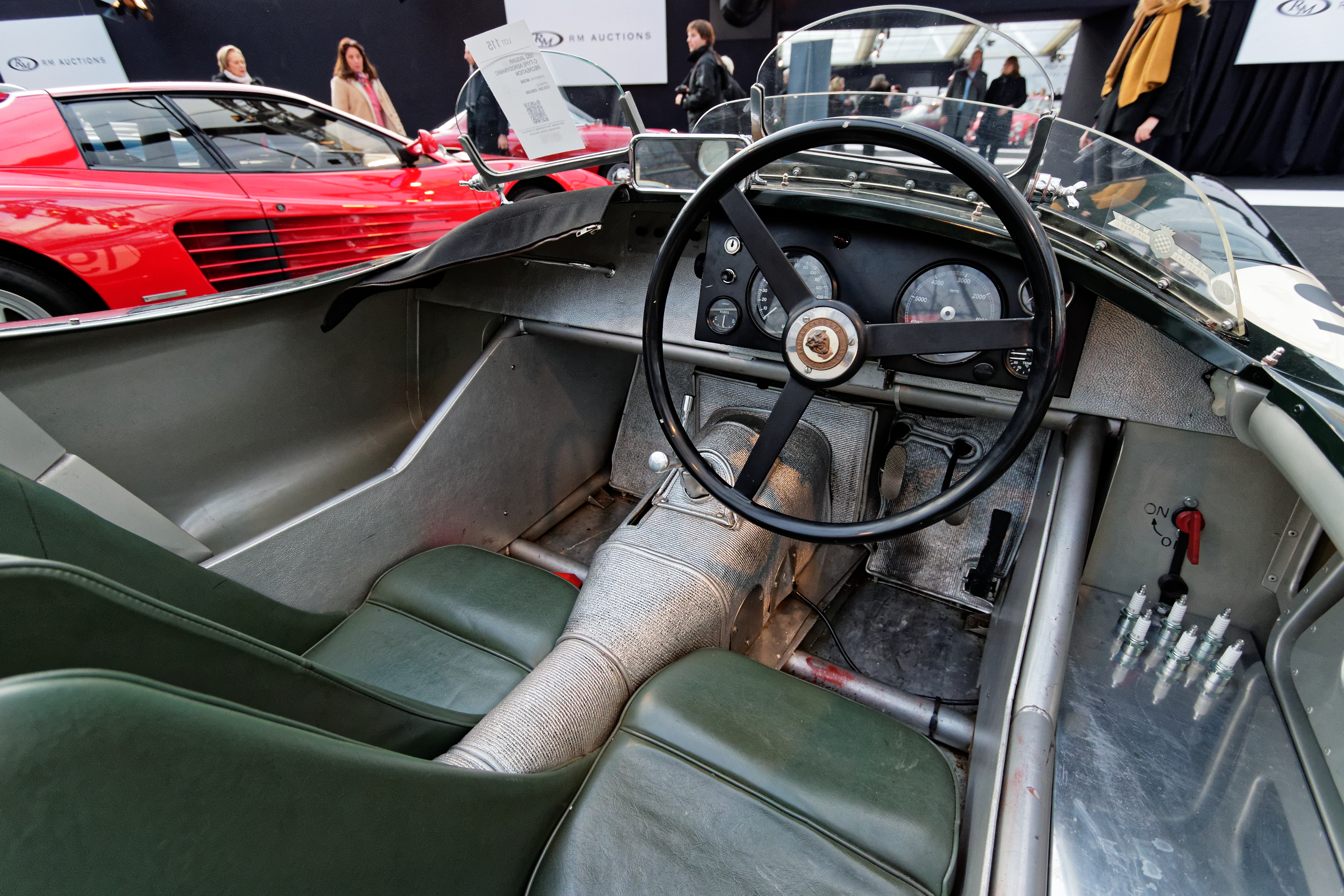
Cockpit des Jaguar C-Type

Sir James Louis Fitzroy Scott-Douglas, 6. Baronet (* 24. Oktober 1930 in Malmesbury; † 16. Juli 1969) war ein britischer Adeliger und Autorennfahrer.

## Jugend und Militärzeit
Er entstammte einer Nebenlinie der Adelsfamilie Douglas. Er war der Sohn des George Scott-Douglas (1898–1930) und der Lady Blanche Somerset, Tochter des Henry Somerset, 9. Duke of Beaufort. Beim kinderlosen Tod seines Großonkels Sir George Brisbane Scott-Douglas, 5. Baronet, erbte er 1935 im Alter von fünf Jahren dessen 1786 geschaffenen Adelstitel als Baronet, of Maxwell in the County of Roxburgh.
Er besuchte das Wellington College in Crowthorne, Berkshire. Anschließend trat er in die British Army ein, diente in verschiedenen Panzereinheiten und stieg bis in den Rang eines Lieutenant auf.

## Karriere als Rennfahrer
Er litt zeit seines Lebens unter einem Geburtsfehler, der es fast unmöglich machte sein Gewicht zu halten. Die immer wieder notwendigen Phasen strenger Diät verkürzten seine Karriere auf die Jahre zwischen 1952 und 1954. Scott Douglas fuhr in erster Linie Sportwagenrennen für die schottische Rennmannschaft Ecurie Ecosse. Mit deren Jaguar XK 120 gelangen ihm 1952 gute Resultate bei nationalen und internationalen Rennen. So wurde er beim Grand Prix de Reims hinter Stirling Moss (ebenfalls im Jaguar XK 120) und Guy Mairesse (Talbot T26GS) Dritter. Beim ersten 1000-km-Rennen auf dem Nürburgring 1953 belegte er zusammen mit Ninian Sanderson Platz zehn der Gesamtwertung.
Sein bestes Rennergebnis gelang ihm beim 24-Stunden-Rennen von Spa-Francorchamps 1953, wo er mit Partner Guy Gale auf einem Jaguar C-Type Gesamtzweiter wurde. 1953 war er für die Ecurie Ecosse auch bei drei Formel-1-Rennen ohne Weltmeisterschaftsstatus gemeldet. Der zwölfte Rang bei der Ulster Trophy 1953 im Connaught Type A war sein bestes Ergebnis.
James Scott Douglas lebte als Playboy viele Jahre auf einer Yacht in Monaco. Als ihm das Geld ausging, versuchte er sich als Waffenschmuggler nach Afrika, scheitere aber dabei genauso wie mit seinem Versuch als Farmer in Argentinien. Verarmt und stark übergewichtig arbeitete er die letzten Jahre seines Lebens als Anzeigenverkäufer beim Daily Express. Er starb im Sommer 1969 an den Folgen eines Herzinfarkts. Mangels männlicher Erben erlosch sein Adelstitel bei seinem Tod.

## Statistik

### Einzelergebnisse in der Sportwagen-Weltmeisterschaft
| Saison | Team                        | Rennwagen                   | 1   | 2   | 3   | 4   | 5   | 6   | 7   |
| ------ | --------------------------- | --------------------------- | --- | --- | --- | --- | --- | --- | --- |
| 1953   | Ecurie Ecosse               | Jaguar C-Type Jaguar XK 120 | SEB | MIM | LEM | SPA | NÜR | RTT | CAP |
| 1953   | Ecurie Ecosse               | Jaguar C-Type Jaguar XK 120 |     |     |     | 2   | 10  |     |     |
| 1954   | Ecurie Ecosse Leslie Brooke | Jaguar C-Type Triumph TR2   | BUA | SEB | MIM | LEM | RTT | CAP |     |
| 1954   | Ecurie Ecosse Leslie Brooke | Jaguar C-Type Triumph TR2   | 4   |     |     |     | 22  |     |     |